# August Vilmar

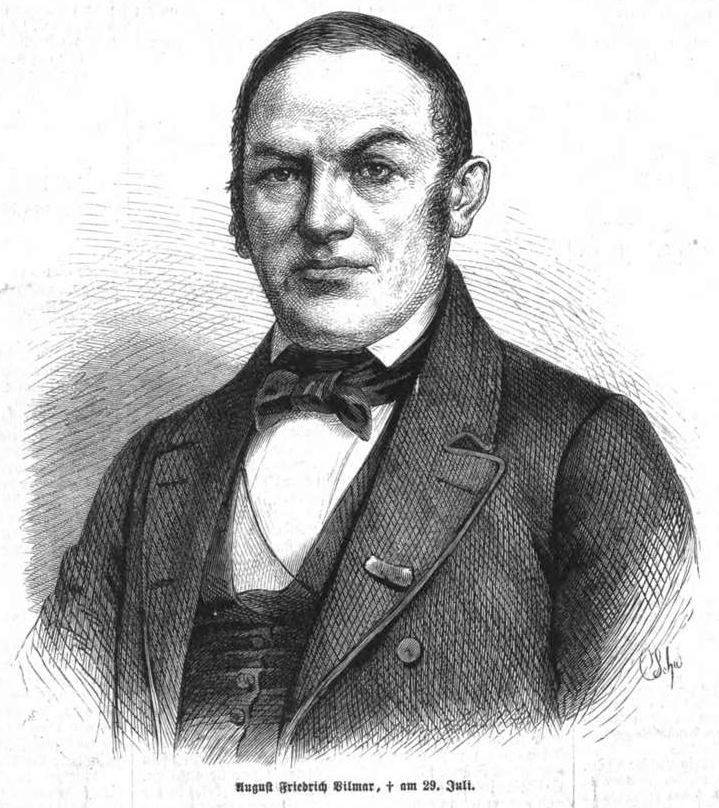
August Vilmar.

August Friedrich Christian Vilmar, född den 21 november 1800 i Solz vid Bebra, död den 30 juli 1868 i Marburg, var en tysk teolog och litteraturhistoriker. 
Vilmar var 1833–1850 gymnasiedirektor i Marburg. Han fördes tidigt genom Tholucks och Schleiermachers inflytande från rationalismen och fick såsom förkämpe för den konfessionella nylutheranismen djupt ingripande betydelse för det högre och lägre undervisningsväsendet, i synnerhet prästbildningen, och för övrigt för hela det kyrkliga livet i Hessen. Särskilt 1855–1868 utövade Vilmar en synnerligen inflytelserik verksamhet som teologie professor i Marburg och bidrog då till att uppfostra prästerskapet i Ober-Hessen i konfessionellt luthersk anda. Han var en stridsnatur, som väckte både beundran och hat. Han kunde inte förlika sig med Preussens erövring av Hessen 1866. 
Bland Vilmars teologiska skrifter kan nämnas Die Theologie der Thatsachen gegen die Theologie der Rhetorik (4:e upplagan 1876), en stridsskrift, med vilken han 1856 inledde sin akademiska verksamhet i Marburg, samt vidare flera teologiska föreläsningar, som postumt utgivits av hans lärjungar. Vilmar utövade dessutom betydelsefull författarverksamhet på den tyska litteraturhistoriens område. Särskilt kan nämnas hans Vorlesungen über die Geschichte der deutschen Nationallitteratur (1845; 26:e upplagan 1905), föreläsningar som hölls i Marburg vintern 1843–1844,  och Deutsches Namenbüchlein (1864; 6:e upplagan 1898).